# Maxim
Maxim, resp. Max je jméno latinského původu. Vykládá se jako velkého vzrůstu, největší. Jméno vzniklo z latinského slova maximus. Podle českého kalendáře má svátek 29. května.

## Známí nositelé jména
Max
- Max Bruch (1838–1920) – německý hudební skladatel
- Max Ernst (1891–1976) – německý malíř
- Max Kašparů (autorský pseudonym) (* 1950) – český psychiatr, spisovatel a duchovní
- Max Planck (1858–1947) – německý fyzik
- Max Rudigier (* 1993) – rakouský sportovní lezec
- Max Schreck (1879–1936) – německý divadelní a filmový herec
- Max Švabinský (1873–1962) – český malíř a výtvarník
- Max Weiss (1857–1927) – rakouský šachista

Maxim
- Maxim Habanec (* 1992) – český skateboardista
- Maxim Alexejevič – ruský filozof, publicista, revoluční demokrat
- Maxim Grek (1470–1556) – řecko-ruský teolog, filolog a překladatel
- Maxim Gorkij (1868–1936) – ruský spisovatel, dramatik, básník a revolucionář
- Maxim Tarasov (* 1970) – bývalý ruský skokan o tyči
- Maxim Velčovský (* 1976) – český designér a pedagog

Maximinus
- Maximinus Thrax (172 nebo 173–238) – římský císař